# Индзаги, Филиппо
Фили́ппо Индза́ги (итал. Filippo Inzaghi; род. 9 августа 1973, Пьяченца, Эмилия-Романья) — итальянский футболист и тренер. Главный тренер клуба «Палермо». В качестве игрока выступал на позиции нападающего.
Чемпион мира 2006 года, двукратный победитель Лиги чемпионов, победитель Клубного чемпионата мира 2007 года, в финале которого забил два мяча. Единственный футболист, забивавший голы во всех турнирах УЕФА и ФИФА, открытых для европейских клубов. Младший брат Филиппо Индзаги, Симоне, также является футболистом и тренером.

## Клубная карьера
Отец Джанкарло играл в футбол в низших лигах, а мать Марина была домохозяйкой. В детстве Пиппо был вратарём. С 11 лет Индзаги играл в молодёжной команде «Пьяченцы».
Филиппо дебютировал в профессиональном футболе 28 августа 1991 года, в 18 лет, в ответном матче первого раунда Кубка Италии 1991/92 в матче «Пьяченца» — «Модена». Матч закончился со счётом 1:1. Впоследствии он дебютировал в Серии B 1 декабря 1991 года в матче против «Казертаны», в котором Индзаги вышел на замену в конце матча.
В следующем сезоне на правах аренды Пиппо перешёл в клуб Серии С1 «Леффе», где изначально был запасным: в основе играли Мафиолетти и Бонацци. 20 декабря 1992 года в матче против «Сиены» забил свой первый гол в карьере. За сезон он забил 13 голов в 21 матче.
В 1997 году, выступая за скромную «Аталанту», Индзаги забил 24 гола в Серии А и незамедлительно был куплен «Ювентусом». 18 марта 1998 года во время ответного матча четвертьфинала Лиги чемпионов УЕФА 1997/98 «Динамо» (Киев) — «Ювентус» забил 3 из 4-х мячей в ворота киевского клуба. Матч закончился со счётом 4:1 в пользу «Ювентуса».
В 2001 году перешёл из «Ювентуса» в «Милан». В 2007 году в финале Лиги чемпионов «Милан» встречался с «Ливерпулем», благодаря двум голам Индзаги «Милан» выиграл со счётом 2:1, став обладателем кубка. 15 марта 2009 года «Милан» разгромил на выезде «Сиену» со счётом 5:1. Дубль на свой счёт записал нападающий Филиппо Индзаги. Его второй мяч в ворота тосканцев стал 300-м в профессиональной карьере Индзаги. Тем самым Индзаги стал четвёртым членом элитарного «клуба 300», в котором первые три строчки занимают Сильвио Пиола (364 мяча), Джузеппе Меацца (338) и Роберто Баджо (318). 19 мая 2011 года игрок продлил контракт с «Миланом» сроком до 30 июня 2012 года. В сезоне 2011/2012 на поле практически не выходил, сначала из-за травмы, затем из-за большой конкуренции в атаке, где играли Ибрагимович, Эль-Шаарави, Робиньо, Макси Лопес, Пато и восстановившийся после травмы Антонио Кассано. 8 мая 2012 года объявил об уходе из клуба по окончании сезона. 13 мая 2012 года сыграл последний матч в футболке «Милана» против «Новары», забил победный гол на 82-й минуте, через 15 минут после выхода на поле.

## Карьера в сборной
- Первый матч за итальянскую сборную, в котором принял участие Филиппо Индзаги, состоялся 8 июня 1997 года. Команда Италии сыграла против сборной Бразилии на международном товарищеском турнире во Франции. Игра завершилась со счётом 3:3.
- Вице-чемпион Европы 2000 года.
- Не привлекался к играм за сборную в период с октября 2003 по июнь 2006 г.
- Чемпион мира 2006 в составе сборной Италии.
- Последний матч провёл 8 сентября 2007 года против сборной Франции в отборочном турнире чемпионата Европы 2008. Игра завершилась со счётом 0:0.
- Чемпион Европы среди молодёжных команд 1994 года

## Тренерская карьера
24 июля 2012 года объявил о завершении карьеры футболиста и был назначен главным тренером юношеского (до 17 лет) состава «Милана». На следующий сезон был назначен тренером молодёжной команды клуба. В 2013 году Индзаги вместе с Джанлукой Дзамброттой, Фабио Гроссо и Марко Матерацци получили тренерскую лицензию UEFA Pro.
9 июня 2014 года занял должность главного тренера «Милана». В первом матче под руководством Индзаги «Милан» одержал победу над «Лацио» (3:1). В сезоне 2014/15 года «Милан» под руководством Индзаги попал в игровой кризис и занял итоговое 10-е место в чемпионате. 16 июня Индзаги был уволен с поста главного тренера «Милана». Его место занял бывший тренер «Сампдории» Синиша Михайлович. 7 июня 2016 года подписал контракт с «Венецией». 13 июня 2018 года назначен главным тренером «Болоньи». Контракт подписан до 30 июня 2020 года. 28 января 2019 года, через день после поражения «Болоньи» в домашнем матче 21-го тура чемпионата Италии 2018/19 от «Фрозиноне» (0:4), был отправлен в отставку.
22 июня 2019 года назначен главным тренером клуба Серии B «Беневенто». Контракт подписан до 30 июня 2020 года с возможностью продления ещё на год. 29 июня 2020 года «Беневенто» смог досрочно, за 7 туров до конца чемпионата, оформить возвращение в Серию А.
9 июня 2021 года назначен главным тренером клуба Серии B «Брешиа». 22 марта 2022 года, через 2 дня после выездного матча 31-го тура Серия B 2021/22 против «Порденоне» (1:1), был освобождён от должности.
12 июля 2022 года возглавил «Реджину». Клуб занимает 7 место и получает право играть в плей-офф за повышение в Серию А где в первом раунде проигрывает «Зюйдтиролю» со счётом 1:0.
10 октября 2023 года стал главным тренером «Салернитаны». После 16 матчей (2 победы, 4 ничьи и 10 поражений) уволен 11 февраля 2024.
3 июля 2024 года возглавил «Пизу». Вывел «Пизу» спустя 34 года из Серии В в Серию А.

## Достижения

### В качестве игрока
«Ювентус»
- Чемпион Италии: 1998
- Обладатель Кубка Интертото: 1999
- Обладатель Суперкубка Италии 1997

«Милан»
- Чемпион Италии (2): 2004, 2011
- Обладатель Кубка Италии: 2003
- Победитель Лиги чемпионов УЕФА (2): 2002/03, 2006/07
- Победитель Суперкубка УЕФА (2): 2003, 2007
- Победитель клубного чемпионата мира: 2007
- Финалист Лиги чемпионов УЕФА 2004/2005

Сборная Италии
- Победитель молодёжного чемпионата Европы: 1994
- Вице-чемпион Европы: 2000
- Чемпион мира: 2006

### В качестве тренера
«Венеция»
- Победитель Лиги Про: 2016/17
- Победитель Кубка Италии Лиги Про: 2016/17

«Беневенто»
- Победитель Серии B: 2019/20

### Личные
- Лучший бомбардир чемпионата Италии: 1997
- Лучший молодой футболист года в Италии: 1997
- Лучший игрок финала Лиги чемпионов 2006/07
- Лауреат премии Гаэтано Ширеа: 2007
- Премия Globe Soccer Awards за выдающуюся карьеру: 2014
- Введён в зал славы футбольного клуба «Милан»
- Обладатель трофея «Серебряная скамья»: 2019/20

### Государственные награды
- Кавалер ордена «За заслуги перед Итальянской Республикой» (2000)
- Лауреат Collare d’oro al merito sportivo (2006)
- Офицер ордена «За заслуги перед Итальянской Республикой» (2007)

## Статистика выступлений

### Клубная
| Выступление      | Выступление      | Выступление      | Лига | Лига | Кубки | Кубки | Еврокубки | Еврокубки | Прочие | Прочие | Итого | Итого |
| Клуб             | Лига             | Сезон            | Игры | Голы | Игры  | Голы  | Игры      | Голы      | Игры   | Голы   | Игры  | Голы  |
| ---------------- | ---------------- | ---------------- | ---- | ---- | ----- | ----- | --------- | --------- | ------ | ------ | ----- | ----- |
| Пьяченца         | Серия B          | 1991/92          | 2    | 0    | 1     | 0     | 0         | 0         | 0      | 0      | 3     | 0     |
| Пьяченца         | Серия B          | 1994/95          | 37   | 15   | 4     | 2     | 0         | 0         | 0      | 0      | 41    | 17    |
| Пьяченца         | Итого            | Итого            | 39   | 15   | 5     | 2     | 0         | 0         | 0      | 0      | 44    | 17    |
| Альбинолеффе     | Серия C1         | 1992/93          | 21   | 13   | 0     | 0     | 0         | 0         | 0      | 0      | 21    | 13    |
| Альбинолеффе     | Итого            | Итого            | 21   | 13   | 0     | 0     | 0         | 0         | 0      | 0      | 21    | 13    |
| Эллас Верона     | Серия B          | 1993/94          | 36   | 13   | 1     | 1     | 0         | 0         | 0      | 0      | 37    | 14    |
| Эллас Верона     | Итого            | Итого            | 36   | 13   | 1     | 1     | 0         | 0         | 0      | 0      | 37    | 14    |
| Парма            | Серия А          | 1995/96          | 15   | 2    | 1     | 0     | 6         | 2         | 0      | 0      | 22    | 4     |
| Парма            | Итого            | Итого            | 15   | 2    | 1     | 0     | 6         | 2         | 0      | 0      | 22    | 4     |
| Аталанта         | Серия А          | 1996/97          | 33   | 24   | 1     | 1     | 0         | 0         | 0      | 0      | 34    | 25    |
| Аталанта         | Итого            | Итого            | 33   | 24   | 1     | 1     | 0         | 0         | 0      | 0      | 34    | 25    |
| Ювентус          | Серия А          | 1997/98          | 31   | 18   | 4     | 1     | 10        | 6         | 1      | 2      | 46    | 27    |
| Ювентус          | Серия А          | 1998/99          | 28   | 13   | 1     | 0     | 10        | 6         | 3      | 1      | 42    | 20    |
| Ювентус          | Серия А          | 1999/2000        | 33   | 15   | 2     | 1     | 8         | 10        | 0      | 0      | 43    | 26    |
| Ювентус          | Серия А          | 2000/01          | 28   | 11   | 0     | 0     | 6         | 5         | 0      | 0      | 34    | 16    |
| Ювентус          | Итого            | Итого            | 120  | 57   | 7     | 2     | 34        | 27        | 4      | 3      | 165   | 89    |
| Милан            | Серия А          | 2001/02          | 20   | 10   | 1     | 2     | 7         | 4         | 0      | 0      | 28    | 16    |
| Милан            | Серия А          | 2002/03          | 30   | 17   | 3     | 1     | 16        | 12        | 0      | 0      | 49    | 30    |
| Милан            | Серия А          | 2003/04          | 14   | 3    | 3     | 2     | 8         | 2         | 3      | 0      | 28    | 7     |
| Милан            | Серия А          | 2004/05          | 11   | 0    | 2     | 0     | 2         | 1         | 0      | 0      | 15    | 1     |
| Милан            | Серия А          | 2005/06          | 23   | 12   | 2     | 1     | 6         | 4         | 0      | 0      | 31    | 17    |
| Милан            | Серия А          | 2006/07          | 20   | 2    | 5     | 3     | 12        | 6         | 0      | 0      | 37    | 11    |
| Милан            | Серия А          | 2007/08          | 21   | 11   | 0     | 0     | 5         | 4         | 3      | 3      | 29    | 18    |
| Милан            | Серия А          | 2008/09          | 26   | 13   | 0     | 0     | 6         | 3         | 0      | 0      | 32    | 16    |
| Милан            | Серия А          | 2009/10          | 24   | 2    | 2     | 1     | 7         | 2         | 0      | 0      | 33    | 5     |
| Милан            | Серия А          | 2010/11          | 6    | 2    | 0     | 0     | 3         | 2         | 0      | 0      | 9     | 4     |
| Милан            | Серия А          | 2011/12          | 7    | 1    | 2     | 0     | 0         | 0         | 0      | 0      | 9     | 1     |
| Милан            | Итого            | Итого            | 202  | 73   | 20    | 10    | 72        | 40        | 6      | 3      | 300   | 126   |
| Всего за карьеру | Всего за карьеру | Всего за карьеру | 466  | 197  | 35    | 16    | 112       | 69        | 10     | 6      | 623   | 288   |

### Тренерская
| Команда     | Страна      | Начало работы   | Окончание работы | Результаты | Результаты | Результаты | Результаты | Результаты |
| Команда     | Страна      | Начало работы   | Окончание работы | И          | В          | Н          | П          | В %        |
| ----------- | ----------- | --------------- | ---------------- | ---------- | ---------- | ---------- | ---------- | ---------- |
| Милан       | Флаг Италии | 9 июня 2014     | 16 июня 2015     | 40         | 17         | 4          | 19         | 042,50     |
| Венеция     | Флаг Италии | 1 июля 2016     | 30 июня 2018     | 95         | 48         | 30         | 17         | 050,53     |
| Болонья     | Флаг Италии | 1 июля 2018     | 28 января 2019   | 24         | 4          | 8          | 12         | 016,67     |
| Беневенто   | Флаг Италии | 22 июня 2019    | 30 июня 2021     | 78         | 33         | 20         | 25         | 042,31     |
| Брешиа      | Флаг Италии | 1 июля 2021     | 23 марта 2022    | 32         | 14         | 12         | 6          | 043,75     |
| Реджина     | Флаг Италии | 12 июля 2022    | 31 августа 2023  | 40         | 17         | 4          | 19         | 042,50     |
| Салернитана | Флаг Италии | 10 октября 2023 | 11 февраля 2024  | 18         | 3          | 4          | 11         | 016,67     |
| Пиза        | Флаг Италии | 3 июля 2024     | 13 июня 2025     | 38         | 22         | 7          | 9          | 057,89     |
| Палермо     | Флаг Италии | 1 июля 2025     |                  | 1          | 0          | 1          | 0          | 000,00     |
| Всего       | Всего       | Всего           | Всего            | 366        | 158        | 90         | 118        | 043,17     |

## Личная жизнь
Младший брат — Симоне, также футболист, нападающий; тренер.
Три года встречался с Алессией Вентура. В молодости не признавал брак и брал всё от жизни, будучи секс-звездой серии А. В 2010 году DJ Angelo написал песню «Если бы у меня были деньги Индзаги». «…то моя жизнь была бы полна развлечений, йоги, секса и рок-н-ролла».
В отношениях с Анджелой Робусти в октябре 2021 года родился сын Эдоардо. В июне 2024 года женился на Анджеле Робусти. Церемония прошла на Балеарских островах.